# Lacus Excellentiae

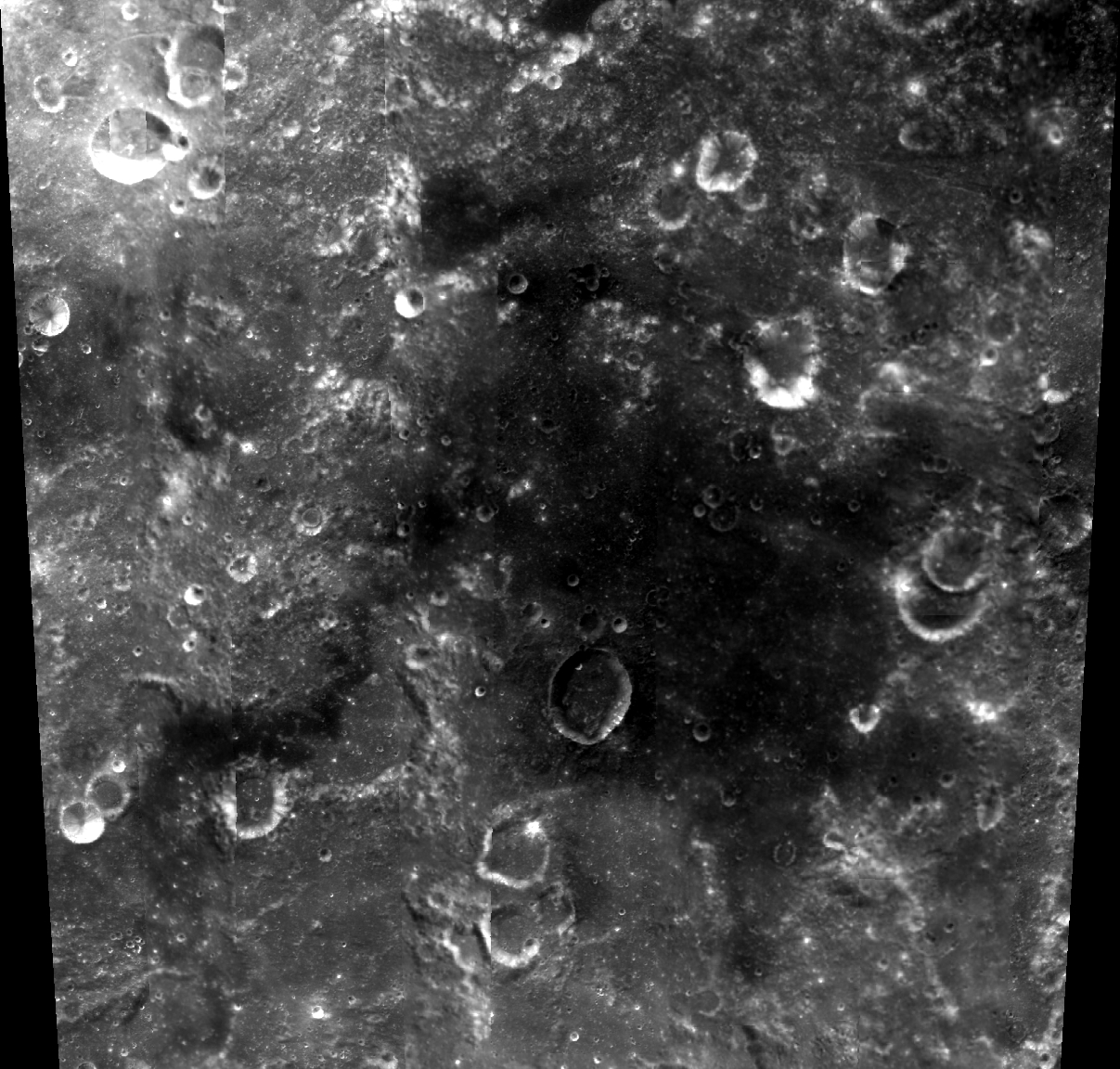
Lacus Excellentiae.

Lacus Excellentiae (česky Jezero vznešenosti nebo Jezero vyniknutí nebo Jezero znamenitosti) je měsíční moře s nepravidelným okrajem jižně od Mare Humorum (Moře vláhy) na přivrácené straně Měsíce, které má nejdelší rozměr cca 150 km. Střední selenografické souřadnice jsou 35,7° J a 43,6° Z.
Uvnitř jezera leží kráter Clausius, jihozápadně se nachází obří kráter Schickard.

## Pojmenování
Název přijala Mezinárodní astronomická unie v roce 1976.

## Zajímavosti
- Do oblasti Lacus Excellentiae dopadla 3. září 2006 vesmírná sonda SMART-1 evropské kosmické agentury ESA (na souřadnicích 34°24′ J, 46°12′ Z).[3]